# ロフェコキシブ
ロフェコキシブ（Rofecoxib）は、COX-2選択性の非ステロイド性抗炎症薬（NSAID）である。変形性関節症、関節リウマチ、若年性関節リウマチ、急性疼痛、片頭痛、月経困難症などの治療薬として、メルク社により販売されていた。ロフェコキシブは、米国では1999年5月に米国食品医薬品局（FDA）により承認され、「Vioxx」、「Ceoxx」、「Ceeoxx」のブランド名で、錠剤や経口懸濁液が販売されていた。日本では承認されていなかった。
ロフェコキシブは、関節炎をはじめとする慢性および急性の疼痛を伴う疾患の治療に携わる医師の間で広く使用されていた。全世界で8,000万人以上の患者がロフェコキシブを処方されていた。
2004年9月、メルク社はロフェコキシブを自主的に市場から撤退させた。その理由は、長期にわたる大量の使用により心臓発作や脳卒中のリスクが高まることが懸念されたためである。メルク社は、ロフェコキシブのリスクに関する情報を5年以上にわたって医師や患者に開示せず、その結果、88,000〜140,000件の重篤な心臓病が発生したとされており、この薬を撤回せざるを得なくなった。ロフェコキシブは、これまでに市場から撤退した医薬品の中で、最も広く使用されている医薬品の一つであった。撤退前の1年間で、メルク社はバイオックスから25億米ドルの売上高を得ていた。
2005年に米国FDAは、大規模な長期対照臨床試験のデータから、COX-2選択薬（ロフェコキシブを含む）が非選択的なNSAIDよりも重篤な心血管イベントのリスクが高いことを明確に証明していないと結論づけるメモを発表した。FDAは2015年にこの立場を強化し、「入手可能なデータは、COX-2選択性NSAIDと非選択性NSAIDの重篤な有害心血管イベントのリスクが増加するという用量および期間に依存するクラス効果を支持している」と述べた。
2017年11月、マサチューセッツ州に本拠を置くTremeau Pharmaceuticals社は、血友病性関節症（HA）の治療薬としてロフェコキシブ（TRM-201）を市場に戻す計画を発表した。Tremeau社は、TRM-201について、FDAがHAの治療薬としてオーファン指定をしたこと、また、開発計画についてFDAからフィードバックを受けたことを発表した。

## 作用機序
シクロオキシゲナーゼ（COX）には、COX-1とCOX-2という2つのアイソフォームがある。COX-1は、胃の粘膜を保護するプロスタグランジンの合成を仲介し、COX-2は、痛みや炎症を引き起こすプロスタグランジンの合成を仲介する。COX-2を阻害し、COX-1を阻害しない「選択的」NSAIDを開発することで、従来のNSAIDと同様の鎮痛効果が得られる一方で、致命的または消耗的な消化性潰瘍のリスクを大幅に低減することができる。ロフェコキシブ（Rofecoxib）は選択的COX-2阻害薬であり、それを示す接尾辞「―コキシブ」（-coxib）を持つ。
コキシブには複数の薬剤が含まれるが、COX-2選択性の程度は様々で、セレコキシブは最もCOX-2選択性が低く、ロフェコキシブ、バルデコキシブ、エトリコキシブはCOX-2選択性が高いとされている。
ロフェコキシブは、発売中止当時、米国で承認された唯一のコキシブであり、従来のNSAIDよりも優れた消化器系の副作用プロファイルが臨床的に証明されていた。これは主に、ロフェコキシブとナプロキセンの有効性と副作用のプロファイルを比較したVIGOR（Vioxx GI Outcomes Research）試験に基づくものである。

## 薬物動態
治療上の推奨用量は12.5、25、50mgで、バイオアベイラビリティは約93％であった。ロフェコキシブは、胎盤および血液脳関門を通過し、血漿中濃度のピークに達するまでに1～3時間かかり、有効半減期（定常状態の濃度に基づく）は約17時間であった。代謝産物はロフェコキシブのシス-ジヒドロおよびトランス-ジヒドロ誘導体で、主に尿中に排泄される。

## 有効性
ロフェコキシブは、変形性関節症、関節リウマチ、若年性関節リウマチ、急性疼痛、片頭痛、月経困難症の治療薬としてFDAに承認された。発売後、関節炎をはじめとする慢性・急性の疼痛を抱える患者を治療する医師の間で広く受け入れられた。

### 月経前面皰
2003年にインドで実施されたプラセボ対照小規模短期研究では、月経前の尋常性痤瘡の女性80名を対象に、ロフェコキシブまたはプラセボを10日間×2サイクル投与し、「ロフェコキシブは月経前の痤瘡の管理に有効である」ことが示唆された。

### 捏造された有効性研究
2009年3月11日、マサチューセッツ州スプリングフィールドにあるベイステート・メディカル・センターの元急性疼痛部長、Scott S. Reubenは、彼が執筆した本薬（セレコキシブなど他の薬も含む）の有効性に関する21の研究のデータが捏造され、本薬の鎮痛効果が誇張されていたことを明らかにした。なお、Reubenがメルク社と共謀してデータを改竄したという証拠はない。またReubenは、製薬会社ファイザー社（米国におけるセレコキシブの販売に関する知的財産権を所有）の元有料スポークスマンであった。撤回された研究は、薬剤の承認前にFDAやEUの規制機関に提出されていなかった。製薬会社のメルク社は、今回の開示についてコメントしていない。

## 副作用
ロフェコキシブは、胃潰瘍の発生率を低下させるだけでなく、出血時間や血小板凝集にも影響を及ぼさないことが、超高用量で確認されている。これらの特徴を除けば、ロフェコキシブは他のNSAIDと同様の副作用プロファイルを示している。

### 心血管系

#### VIGOR試験と論争
Bombardierらが実施したVIGOR（Vioxx GI Outcomes Research）試験では、高用量のロフェコキシブ（50mg/日）と一般的な用量のナプロキセン（500mg/BID）の有効性と副作用プロファイルが比較された。その結果、ロフェコキシブ投与群では、ナプロキセン投与群と比較して、平均投与期間9ヵ月の間に、急性心筋梗塞（心臓発作）のリスクが4倍に増加することが示された（0.4% vs 0.1%、RR 0.25）。このリスクの上昇は、ロフェコキシブ投与2ヵ月目から見られるようになった。心血管イベントによる死亡率には両群間で有意差はなく、心血管リスクが高くない患者の心筋梗塞の発生率にも、ロフェコキシブ投与群とナプロキセン投与群で有意差はなかった。全体的なリスクの差は、心筋梗塞のリスクが高い患者、すなわち、二次的な心血管イベントの低用量アスピリン予防の基準を満たす患者（心筋梗塞の既往、狭心症、脳血管障害、一過性脳虚血発作、冠動脈バイパス）によるものであった。
メルク社の科学者たちは、この結果をナプロキセンの保護効果と解釈し、心臓発作の差はこの保護効果によるものだとFDAに伝えた。Martinレポート（下記参照）は、自社製品をより安全であると宣伝するために試験結果を操作したとされるファイザー社の犠牲者だと信じていると述べ、経営陣を免責した。しかしナプロキセンはアスピリンの3倍の効果がなければすべての差を説明できないと指摘する者もおり、外部の科学者の中にはVIGOR試験が公表される前にこの主張はあり得ないとメルク社に警告した者もいた。その後、ナプロキセンにそのような大きな心筋保護作用があるという証拠は出ていないが、多くの研究でアスピリンと同程度の保護作用が認められている。
VIGOR試験の結果は、2001年2月に米国食品医薬品局（FDA）に提出された。2001年9月、FDAはメルク社のCEOに警告書を送付した。「あなたの販促キャンペーンは、VIGOR試験において、Vioxxを使用した患者が、比較対象の非ステロイド性抗炎症薬（NSAID）であるナプロキセンを使用した患者に比べて、心筋梗塞（MI）が4〜5倍増加することが観察されたという事実を無視している」という内容であった。これを受けて、2002年4月、Vioxxのラベルに、心血管イベント（心臓発作および脳卒中）のリスク増加に関する警告が追記された。
VIGORの結果速報が2000年11月にNew England Journal of Medicine誌に掲載されてから数ヵ月後、ジャーナル編集者は、FDAに報告されたあるデータがNEJM誌の記事に含まれていないことを知った。その数年後、連邦政府によるVioxxの第一審の宣誓証言の際にメルク社のメモを見せられた編集者たちは、これらのデータが出版の数ヵ月前に著者らに提供されていたことに気がついた。編集者は、著者が意図的にデータを隠していたことを非難する論説を書いた。この社説は、著者に反論の機会を与えることなく、2005年12月8日にメディアに発表された。NEJMの編集者であるGregory Curfmanは、今回の発表が早かったのは、彼の宣誓証言の発表が間近に迫っており、メディアで誤解されることを恐れたためだと説明している。Curfmanは先に、社説のタイミングと裁判との関係を否定していた。12月の裁判では実際には使用されなかったが、Curfmanは社説掲載のかなり前に証言していた。
編集者は、「論文が発表される4ヵ月以上前に、少なくとも2人の著者が、VIGOR論文には含まれていない一連の心血管系有害事象に関する重要なデータを知っていた」と告発した。これらの追加データには、3つの追加の心臓発作が含まれており、バイオックスの相対リスクは4.25倍から5倍に上昇した。追加の心臓発作はすべて心臓発作のリスクが低いグループ（「アスピリン非投与」グループ）で発生しており、編集者はこの省略が "アスピリン投与群とアスピリン非投与群の間で心筋梗塞のリスクに差があるという誤解を招く結論をもたらした "と指摘しています。アスピリン非投与群の心筋梗塞の相対リスクは、2.25から3に増加した（ただし、統計的には有意ではなかった）。編集者は、このグループの重篤な血栓塞栓症のリスクが統計的に有意（2倍）に増加したことも指摘した。この結果は、メルク社がNEJM誌で報告していなかったものであるが、メルク社は発表の8ヵ月前の2000年3月に情報を公開していた。
メルク社以外の著者を含む本研究の著者らは、追加の3つの心臓発作は事前に規定されたデータ収集のカットオフ日以降に発生したものであり、適切に含まれていないと反論した（事前に規定されたカットオフ日を利用することは、ナプロキセンの集団における追加の脳卒中を報告しないことを意味する）。さらに、今回の追加データは本試験の結論を質的に変えるものではなく、完全な解析結果はFDAに開示され、Vioxxの警告ラベルにも反映されていると主張している。さらに、「省略された」表のデータはすべて論文の本文に掲載されていたと述べている。
NEJMは、論文の中でカットオフの日付が言及されておらず、また、心血管の有害事象のカットオフが胃腸の有害事象のカットオフよりも先であることも報告されていないことを指摘した。カットオフの違いにより、Vioxxの報告されたベネフィット（胃腸障害の軽減）は、リスク（心臓発作の増加）に比べて増加した。
一部の科学者は、NEJM編集委員会が根拠のない非難をしていると非難している。また一方で、この論説を賞賛する声もある。著名な研究者である心臓病学者のEric Topolは、メルク社の「データの操作」を非難し、「これで科学的不正行為の裁判は本当に完全に裏付けられたと思う」と述べている。また、権威あるJournal of the American Medical Associationの編集長であるPhil Fontanarosaは、この社説を歓迎し、「これは、産業界がスポンサーとなっている研究の信頼性と信用について真の懸念を生み出している、最近の長い例の一つである」と述べている。
2006年5月15日、ウォール・ストリート・ジャーナル紙は、外部の広報専門家が作成し、懸念表明が発表される数時間前にジャーナル社のスタッフに送られた深夜の電子メールが、「この非難は、メルク社への注意をそらし、Vioxxの販売を助けたNEJM誌自身の役割をメディアが無視するように仕向けるだろう」と予測していたと報じた。
「内部の電子メールによると、NEJMの懸念表明は、エグゼクティブ・エディターのGregory CurfmanがVioxx研究の取り扱いについて不利になる可能性のある告白をした宣誓証言から注意をそらすためのタイミングだった。Curfmanは、バイオックス訴訟の一環として行われた宣誓証言の中で、いい加減な編集が、著者が論文の中で誤解を招くような主張をするのに役立ったかもしれないと認めている。」NEJMの“曖昧な”表現は、統計情報を含まない空欄の表ではなく、メルク社が追加の3つの心臓発作に関するデータを削除したと記者に誤解させたと述べている。「ニューイングランド・ジャーナル社は、これらの誤りを訂正させようとはしなかったとしている。」調査の結果、メルク社は数年分の心臓発作のリスク上昇を示唆する情報を持っていたことが判明し、副社長のEdward Scolnickはこの情報を隠蔽した責任の多くを負うことになった。
FDAの審査官は1999年に心血管リスクの可能性を認識していた。メルク社は外部審査委員会が諮問した1週間後に心電図検査結果を操作し、試験対象者から高リスク因子を除外することで効果を認めないようにしていたと主張したが、メルク社の検査変更はその約3ヵ月前に遡る。

#### アルツハイマー病
メルク社は、2000年と2001年に、ロフェコキシブがアルツハイマー病の発症を遅らせるかどうかを調べるために、いくつかの研究を実施した。メルク社は、ロフェコキシブとプラセボ（他の鎮痛剤ではなく）を比較した比較的大規模な試験（患者約3,000人）であることを理由に、これらの試験を重視している。これらの研究では、ロフェコキシブ患者の死亡率の上昇が認められたが、その死亡率は概して心臓に関連したものではなく、ロフェコキシブによる心血管リスクの上昇は認められなかった。2004年以前、メルク社はこれらの研究を、VIGOR試験とは逆に、ロフェコキシブの安全性を示す証拠としていた。

#### APPROVe試験
2001年、メルク社はAPPROVe（Adenomatous Polyp PRevention On Vioxx）試験を開始した。この試験は、大腸ポリープの予防に対するロフェコキシブの有効性を評価することを主目的とした3年間の試験である。セレコキシブはすでにこの適応症で承認されており、ロフェコキシブの適応症にも追加されることが期待されていた。また、本試験では、ロフェコキシブの心血管系の安全性をさらに評価することも目的としていた。
APPROVe試験は、ロフェコキシブ投与18ヵ月後から血栓性心血管系有害事象（心筋梗塞、脳卒中を含む）の相対リスクが上昇するという予備的データが得られたため、早期に終了した。ロフェコキシブを服用した患者とプラセボを服用した患者では、これらのイベントの相対リスクは1.92であった（100患者・年あたり、ロフェコキシブ1.50イベント、プラセボ0.78イベント）。APPROVe試験の最初の18ヵ月間の結果では、心血管イベントの有害事象の相対リスクの増加は認められなかった。さらに、全死亡率および心血管死亡率は、ロフェコキシブ投与群とプラセボ投与群で同等であった。
以上のことから、APPROVe試験では、ロフェコキシブを長期的に使用した場合、プラセボを投与された患者と比較して、心臓発作または脳卒中を発症するリスクが約2倍になることが示唆された。

#### その他の試験
APPROVe試験のような承認前の第3相臨床試験では、ロフェコキシブの使用開始から18ヵ月間、有害な心血管イベントの相対的なリスクが増加しないことが示された（Merck, 2004）。また、承認前の臨床試験である「090試験」では、プラセボと比較して心血管イベントが3倍、ナブメトン（別のNSAID）と比較して7倍、心臓発作と脳卒中の合計が両対照群と比較して8倍に増加したことも指摘されている。この試験は比較的小規模なものであり、統計的に有意な結果が得られたのは最後の結果のみであったが、批評家は、この初期の発見により、メルク社はロフェコキシブの心血管系の安全性に関するより大規模な試験を早急に実施すべきであったと主張している。メルク社は、090試験が終了した時点で、すでにVIGOR試験を開始していたとしている。VIGOR試験は、主にロフェコキシブの新規用途を実証することを目的としていたが、心血管系の有害事象に関するデータも収集した。
いくつかの非常に大規模な観察研究でも、ロフェコキシブによる心筋梗塞のリスク上昇が認められている。例えば、113,000人のカナダ人高齢者を対象とした最近の後ろ向き研究では、Vioxxの使用により心臓発作の相対リスクが1.24とぎりぎり統計的に有意に増加し、高用量のVioxxの使用では相対リスクが1.73となることが示唆された（Levesque, 2005）。カイザーパーマネンテ（米国健康保険システムのひとつ）のデータを用いた別の研究では、セレコキシブを現在使用している場合と比較して、低用量のVioxx使用では1.47の相対リスク、高用量のVioxx使用では3.58の相対リスクが認められたが、数が少なく統計的には有意ではなく、他の集団と比較した相対リスクも統計的には有意ではなかった（Graham, 2005）。
さらに、JAMAに掲載された114の無作為化試験、合計116,000人以上の参加者を対象としたより最近のメタスタディでは、Vioxxが腎疾患、心臓の不整脈のリスクを単剤で増加させることが示された。

#### その他のCOX-2阻害薬
2005年、FDAは、当時承認されていた他のCOX-2選択的NSAID（セレコキシブ、バルデコキシブ）とともに、ロフェコキシブはプラセボと比較して重篤な有害事象のリスクが高いと結論づけるメモを発表した。また、入手可能なデータでは、これらの薬剤をCVリスクに関してランク付けすることはできないとした。
米国では、Celebrex（一般名：celecoxib）のみが現在も販売されている。
世界の規制当局は、現在も販売されているCOX-2阻害剤について、心血管リスクに関する警告を求めている。例えば、2005年にEUの規制当局は、すべてのCOX-2阻害剤の製品情報および／または包装に以下の変更を求めた。
- COX-2阻害剤は、虚血性心疾患および脳血管疾患（脳卒中）、ならびに末梢動脈疾患を有する患者には使用してはならないという禁忌事項
- 高血圧、高脂血症（高コレステロール）、糖尿病、喫煙などの心疾患の危険因子を有する患者にCOX-2阻害剤を処方する際には、医療従事者が注意を払うようにとの警告強化
- 心血管リスクとCOX-2阻害剤への曝露との関連性を考慮し、医師は最小の有効量を最短の治療期間で使用することの推奨

#### その他のNSAID
Vioxxが発売されて以来、他のCOX-2阻害剤だけでなく、他のNSAIDの大部分にも心血管に悪影響を及ぼす可能性があることが明らかになった。Vioxxのような薬が最近開発されてから、製薬会社はこのような効果を立証できるような十分な試験を行ってきたが、このような試験はイブプロフェンやジクロフェナクなどの旧来の「信頼できる」NSAIDでは行われていなかった。ただし、抗血小板凝集作用を有するアスピリンやナプロキセンは例外となる可能性がある。
McGettiganとCoxib and traditional NSAID Trialists (CNT) Collaboratorsによる2011年と2013年の分析では、重篤な心血管イベントのリスクは、ナプロキセンを除くCOX-2選択性および非選択性NSAIDで用量依存性であった。非選択性NSAIDの高治療用量 （イブプロフェン2400mg/日、ジクロフェナク150mg/日など）は、COX-2選択性NSAID（ロフェコキシブなど）の治療用量と超治療用量を併せたグループと比較して、同程度の心血管リスクをもたらした。
2014年、PatronoとBaigentは、現在入手可能なすべてのデータをCirculation誌のレビュー記事にまとめ、消化管毒性を除いて、COX-2選択的NSAIDの有効性も主要な心腎合併症も、COX-2選択性の高さに影響されないようであると結論づけた。彼らは、NSAIDに関連する心血管リスクは、用量と期間に依存すると結論づけている。
この結論は、COX-2選択性NSAIDであるセレコキシブと非選択性NSAIDであるイブプロフェンおよびナプロキセンとの間で心血管イベント発生率に差がないことを示したセレコキシブPRECISION試験の2016年の結果によって、さらに強化された。

## 市場撤退
APPROVe試験の結果を受けて、メルク社は2004年9月30日に同剤の自主的な市場からの撤退を発表した。
自社の研究に加えて、2004年9月23日、メルク社は、ロフェコキシブ使用者の心臓発作のリスクが高まるという過去の知見を裏付ける、FDAによる新しい研究の情報を得たようである（Grassley, 2004）。あるFDAのアナリストは、数学的モデルに基づいて、Vioxxが発売された5年間に88,000〜139,000件の心臓発作を引き起こし、そのうち30〜40％は致命的であったと推定した。しかし、FDAの高官は、この推定値はあくまでも数学的モデルに基づくものであり、その解釈には注意が必要であると述べている。
2004年11月5日、医学雑誌The Lancetは、ロフェコキシブの安全性に関する利用可能な研究のメタアナリシスを発表した（Jüniら, 2004）。著者らは、心血管リスクが知られていることから、ロフェコキシブは数年前に発売中止にすべきであったと結論づけている。Lancet誌は、2000年から回収までロフェコキシブを売り続けたメルク社とFDAを非難する論説を掲載した。これに対してメルク社は、Jüniらのメタアナリシスについて、Jüniが心血管リスクの増加がないことを示したいくつかの研究を省略していることを指摘した反論を発表した。

### メルク社が出資した2006年の“Martinレポート”
2005年、メルク社は2,100万USドルを投じて、元ニューヨーク南地区連邦地方判事のJohn S. Martin Jr.とDebevoise & Plimpton LLPの同僚たちを雇い、Vioxxの研究結果とメルク社が行ったコミュニケーションについて調査させた。この報告書は、メルク社が「Martinレポート」と呼んでいたもので、2006年2月に公表された。この報告書では、メルク社の上層部は善意で行動しており、Vioxxの臨床的安全性をめぐる混乱は、営業チームの熱心過ぎる行動によるものであるとされている。提出された報告書には、Vioxxにまつわる出来事が時系列で記載されており、メルク社はその過程において誠実に業務を遂行していたつもりであったと記載されている。臨床試験結果の不適切な取り扱いや情報の隠蔽に関して生じたミスは、悪意のある行動ではなく、過失の結果であると説明されている。報告書は、メルク社のマーケティングチームがVioxxの安全性を誇張し、真実の情報を販売戦術に基づき書き換えたと結論づけている。メルク社は、委託した報告書の結果に満足し、勧告を検討することを約束した。この報告書は、報道機関から独善的であると批判された。メルク社は、報告書は独立したものであり、メルク社は「調査結果や結論にまったく影響を与えていない」と主張した。メルク社は、この報告書がメルク社に対する世間の認識を改善することを期待していた。

## FDAの見解
2005年、米国とカナダの諮問委員会は、ロフェコキシブの利点が一部の患者のリスクを上回るとし、ロフェコキシブの市場復帰を奨励した。FDAの諮問委員会は、心臓のリスクを高めることが判明したにもかかわらず、17対15で同薬の市場復帰を認めた。カナダでの投票は12対1で行われ、カナダのパネルは、ロフェコキシブによる心血管リスクはイブプロフェンによるものより悪くないようだと述べたが、パネルはすべてのNSAIDのリスクプロファイルを完全に理解するためにはさらなる研究が必要であるとも述べた。これらの勧告にもかかわらず、メルク社はロフェコキシブを市場に戻していない。
2005年のFDA諮問委員会の後、FDAは、大規模な長期対照臨床試験のデータから、COX-2選択薬（ロフェコキシブを含む）が非選択的なNSAIDよりも重篤な心血管イベントのリスクが高いことを明確に証明するものではないと結論づけるメモを発表した。
2015年、FDAはこの結論を補強し、「入手可能なデータは、COX-2選択性および非選択性NSAIDの重篤な有害心血管イベントのリスクを増加させる用量および期間に依存するクラス効果を支持する」と述べている。

## 訴訟
2006年3月までに、ロフェコキシブに関連した心臓血管系の有害事象とメルク社の警告の適切性について、メルク社に対して10,000件以上の訴訟と190件の集団訴訟が提起された。最初の不法死亡裁判であるRogers対メルク社の裁判は、2005年春にアラバマ州で予定されていたが、メルク社が原告がロフェコキシブ使用の証拠を偽造したと主張したため、延期された。
2005年8月19日、テキサス州の陪審員は、ロフェコキシブによる心臓発作で死亡したとされる59歳の男性、Robert Ernstの死について、メルク社の責任を問う投票を10対2で可決した。メルク社は、ロフェコキシブの使用との関連性が示されていない不整脈が原因であると主張した。陪審員は、Robert Ernstの未亡人であるCarol Ernstに2億5340万ドルの損害賠償を命じた。しかし、テキサス州の法律では懲罰的損害賠償の上限が定められているため、この賠償額の上限は2,610万米ドル以下となった。メルク社は上訴し、2008年に評決が覆された。2005年11月3日、メルク社はニュージャージー州アトランティックシティで行われた2件目のHumeston対メルクの人身傷害事件で勝訴した。原告は軽度の心筋梗塞を経験し、2ヶ月間服用したロフェコキシブが原因であると主張した。メルク社は、ロフェコキシブがHumestonの傷害の原因であるという証拠はなく、使用期間が短いロフェコキシブを心筋梗塞に結びつける科学的証拠はないと主張した。陪審員は、メルク社は医師と患者に薬剤のリスクを十分に警告していたと判断した。
ロフェコキシブに関する最初の連邦裁判であるPlunkett対メルク社の裁判は、2005年11月29日にヒューストンで開始された。2005年12月12日、連邦地方裁判所のEldon E. Fallon判事は、8対1で陪審員が結論を出せなかったため、無効審理を宣言し、裁判は終了した。2006年2月、Vioxxの多地区訴訟（MDL）が行われているニューオリンズでの再審では、原告側がNEJMの編集者にVIGOR試験への異議を証言させたにもかかわらず、陪審員はメルク社の責任を認めなかった。
2006年1月30日、ニュージャージー州の裁判所は、Edgar Lee Boydが、Vioxxの服用後に発生した胃腸の出血をVioxxのせいにして起こした訴訟を却下した。裁判官は、ボイド氏が胃痛と内出血の原因を証明できなかったと述べた。
2006年1月、テキサス州リオグランデシティでGarza対メルク社の裁判が始まった。71歳の喫煙者で心臓病を患っていた原告は、ロフェコキシブの1週間分のサンプルを飲み終えた3週間後に心臓発作を起こして死亡した。2006年4月21日、陪審員は原告に700万ドルの補償金と2,500万ドルの懲罰的損害賠償を命じた。その後、サンアントニオのテキサス州控訴裁判所は、Garzaの致命的な心臓発作は、Vioxxの服用とは関係のない既存の健康状態に起因するものである可能性が高いと判断し、3,200万ドルの陪審員の判決を覆した。
2006年4月5日、陪審員は、メルク社がVioxxの安全性を適切に警告しなかったことを理由に、77歳のJohn McDarbyの心臓発作に対する責任を認め、McDarbyに450万ドルの補償的損害賠償の支払いを命じた。2006年4月11日に行われた審理の結果、陪審員はさらに900万ドルの懲罰的損害賠償をメルク社に命じた。同じく陪審員は、2番目の原告である60歳のThomas Conaの心臓発作についてはメルク社に責任はないが、Conaに薬剤を販売した際の詐欺行為については責任があるとした。
2010年3月、オーストラリアのメルク社に対する集団訴訟では、Vioxxが心臓発作のリスクを2倍にしたとし、メルク社は販売に適さない医薬品を販売したことで、取引慣行法取引慣行法に違反したとの判決が下された。
2007年11月までにメルク社は、メルク社と27,000件の個人訴訟の弁護士との間で、「原告の85％が署名した場合」は集団訴訟を行うのではなく、すべての訴訟を個別に実施する戦略で、48億5,000万ドルの大規模不法行為の和解に合意したと発表した。和解後、訴訟を担当した弁護士たちは、弁護士費用として認められた3億1,500万ドルについて係争した。最終的には、裁判官が原告側の弁護士にどのように報酬を与えるかを決定した。ルイジアナ州東部地区連邦地方裁判所のEldon E. Fallon判事は、原告側弁護士に対し、和解金額の32％を報酬の上限とするよう追加で命じた。
以上のような弁護士報酬をめぐる争いは、国中の学者やオブザーバーに不法行為の改革を検討させるきっかけとなった。このテーマに関する記事としては、「Vioxx訴訟：裁判戦術、不法行為制度、大規模不法行為訴訟における弁護士の役割についての批判的考察」、「10年のテキサス州不法行為改革―訴訟数減少と支払額減少」などがある。
2011年11月、メルク社は、Vioxxに関する民事上の請求を解決するために、マサチューセッツ州の連邦検事局、および米国の43の州とコロンビア特別区との個別和解を発表した。この和解により、メルク社は民事責任の免除と引き換えに、以前に計上した9億5千万ドルの予備費の3分の2を支払うことに合意したが、さらに7つの州との訴訟が残っている。別の刑事手続において、メルク社は、州を越えた医薬品の販売に関連する連邦軽犯罪の罪を認め、3億2,160万ドルの罰金を科された。

## 市場への復帰の可能性
2017年11月、マサチューセッツ州に拠点を置くTremeau Pharmaceuticals社は、血友病性関節症（HA）の治療薬としてロフェコキシブ（TRM-201）を市場に復帰させる計画を発表した。Tremeau社は、TRM-201（ロフェコキシブ）について、FDAがHAの治療薬としてオーファン指定をしたこと、また、開発計画についてFDAからフィードバックを受けたことを発表した。HAは、再発性の関節内出血によって引き起こされる退行性関節疾患である。血友病患者の最大の合併症であり、米国では現在承認されている治療法は存在しない。従来のNSAIDは、血小板凝集への影響や消化管潰瘍のリスクがあるため、この集団では避けられており、HAの治療には高力価のオピオイドが現在の標準治療となっている。
2019年3月、Tremeau社は、COX-2阻害剤 Vioxx（ロフェコキシブ）の多数の臨床試験で製品開発チームのリーダーを務め、また経営陣の監督を担当していた元メルク社の社員を開発責任者として採用したことを発表した。また、Tremeau社はロフェコキシブの臨床試験を行うことを発表し、治験責任医師を募集している。